# Haaksbergen
Haaksbergen (uitspraakⓘ; Nedersaksisch: Hoksebarge of Wakkesbaaign) is een gemeente en dorp in Twente, in de Nederlandse provincie Overijssel, aan de grens met Duitsland. De gemeente telt 24.359 inwoners (22 november 2024 bron: CBS). Haaksbergen ligt dicht bij Hengelo (11 km) en Enschede (12 km). De totale oppervlakte is 105,55 km² (waarvan water: 0,27 km²). De gemeente Haaksbergen, die zichzelf Ster in Twente noemt, werkt samen met andere gemeenten in de Regio Twente.

## Geografie
De gemeente Haaksbergen ligt in het zuiden van Twente, ze bestaat naast de hoofdplaats uit de dorpen Buurse en St. Isidorushoeve en een aantal buurtschappen. De gemeente grenst in het noorden aan de Overijsselse gemeenten Hof van Twente, Hengelo en Enschede. Daarnaast vormt de grens van Haaksbergen in het zuidwesten tegelijkertijd de provinciegrens met Gelderland en de gemeente Berkelland. In het zuiden en zuidoosten liggen de Duitse gemeenten Vreden en Ahaus.
Ten zuiden van het dorp Haaksbergen ligt landgoed Lankheet, waar het water van de Buurserbeek gezuiverd wordt met behulp van rietfilters. 
| Aangrenzende gemeenten | Aangrenzende gemeenten | Aangrenzende gemeenten | Aangrenzende gemeenten | Aangrenzende gemeenten |
| ---------------------- | ---------------------- | ---------------------- | ---------------------- | ---------------------- |
| Hof van Twente         |                        | Hengelo                |                        | Enschede               |
|                        |                        |                        |                        |                        |
|                        | Ahaus (D)              |                        |                        |                        |
|                        |                        |                        |                        |                        |
| Berkelland (Gld)       |                        |                        |                        | Vreden (D)             |

### Topografie
Topografische gemeentekaart van Haaksbergen, september 2022 (klik voor vergroting)

## Geschiedenis
De vroegste sporen van bewoning binnen de huidige gemeentegrenzen van Haaksbergen zijn gevonden langs de Buurserbeek. Ze dateren vermoedelijk van rond 800 voor Chr. Het dorp Haaksbergen ontstond veel later, rond 800 na Chr., als landbouwnederzetting verder stroomafwaarts aan de Buurserbeek. Er zijn overblijfselen gevonden van een houten kerkje van rond het jaar 1000, voorloper van de huidige Sint-Pancratiuskerk. De eerste vermelding van Haaksbergen dateert uit 1188. In een 12e-eeuws goederenregister vermeldde graaf Hendrik van Dale, die ook Diepenheim en Ahaus bezat, goederen in de parochie Hockesberghe. Aan het begin van de 14e eeuw ontstonden de marken, die tot halverwege de 19e eeuw bleven bestaan. Onder het gericht Haaksbergen vielen de marken Brammelo, Langelo, Eppenzolder/Stepelo, Holthuizen, Boekelo en Haaksbergen/Honesch.
Rond 1400 werd de Buurserbeek, die tot dan toe door het dorp stroomde, verlegd en ten zuiden van Haaksbergen aangesloten op de Schipbeek. Hierdoor ontstond een waterverbinding met de IJssel en konden via het water de Hanzesteden Deventer, Zwolle en Zutphen worden bereikt. In de 18e eeuw werd een korenmolen gebouwd, genaamd De Korenbloem.
Vanaf het midden van de 19e eeuw was de textielindustrie van groot belang. De fabriek van D. Jordaan & Zonen zorgde voor veel werkgelegenheid. Op het toppunt was 80% van de beroepsbevolking van Haaksbergen werkzaam in de textielsector. Begin jaren 1970 stortte de textielindustrie in, ook in Haaksbergen sloot de fabriek.
Op 28 september 2014 reed een monstertruck het publiek in tijdens het evenement AutoMotorSportief. Er vielen daarbij drie doden en tientallen gewonden.

## Politiek

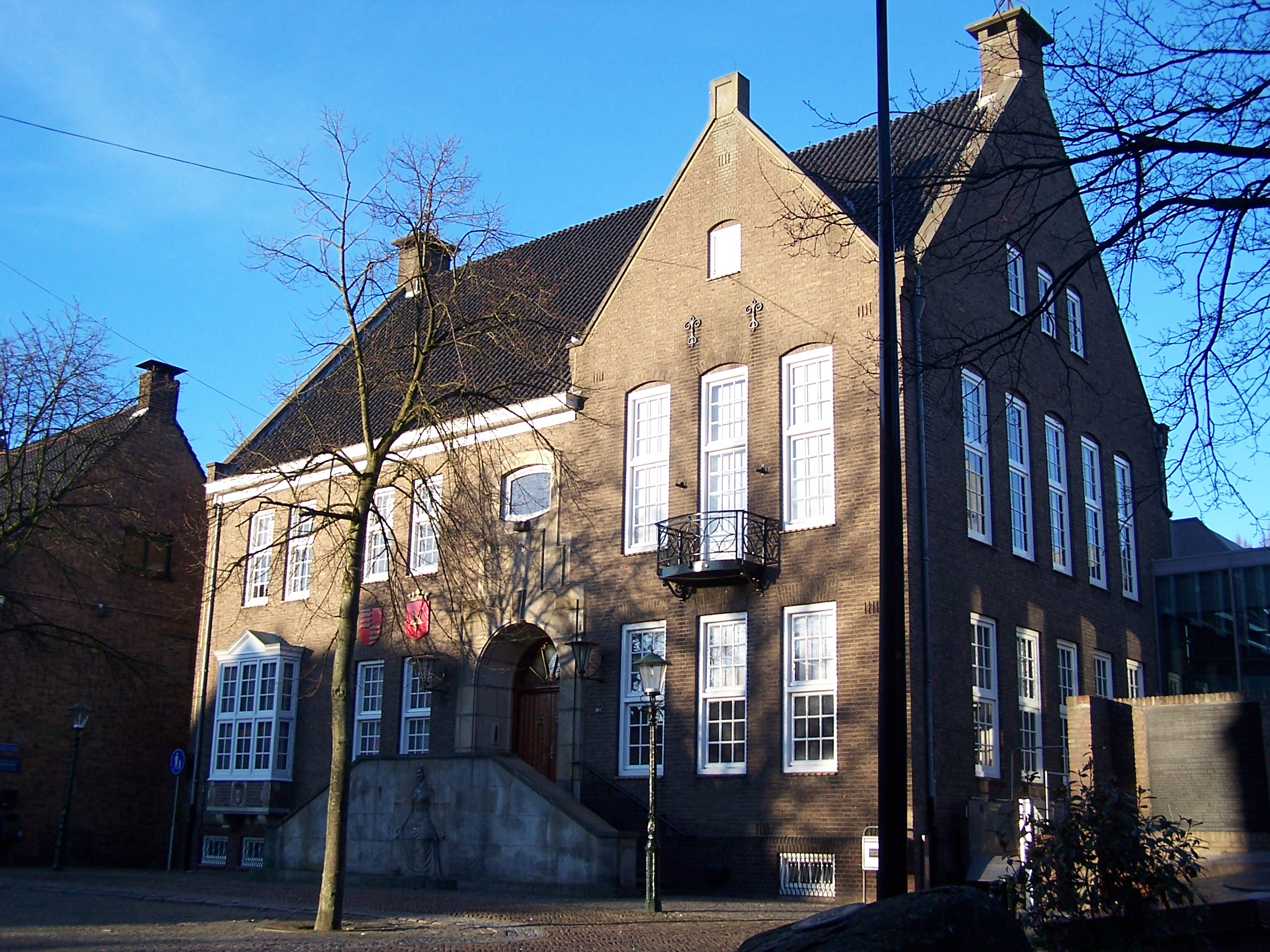
Gedeelte van het gemeentehuis

### Gemeenteraad
De gemeenteraad van Haaksbergen bestaat uit 19 zetels. Hieronder de behaalde zetels per partij bij de gemeenteraadsverkiezingen sinds 1982:
| Partij                                    | 1982 | 1986 | 1990 | 1994 | 1998 | 2002 | 2006 | 2010 | 2014 | 2018 | 2022 |
| ----------------------------------------- | ---- | ---- | ---- | ---- | ---- | ---- | ---- | ---- | ---- | ---- | ---- |
| CDA                                       | 11   | 9    | 10   | 9    | 7    | 6    | 7    | 7    | 5    | 5    | 5    |
| Nieuw Haaksbergen4                        | -    | -    | -    | -    | -    | -    | -    | -    | -    | -    | 5    |
| Dé Actieve Partij1, 2                     | -    | -    | -    | -    | -    | -    | -    | -    | -    | 4    | 3    |
| VVD                                       | 4    | 2    | 2    | 2    | 3    | 2    | 2    | 3    | 2    | 3    | 2    |
| PvdA                                      | 3    | 5    | 3    | 3    | 3    | 3    | 5    | 3    | 2    | 2    | 2    |
| D66                                       | 1    | 1    | 2    | 2    | 2    | 1    | 1    | 2    | 3    | 2    | 2    |
| Haaksbergen Centraal3                     | -    | -    | -    | -    | -    | 4    | 3    | 3    | 6    | 2    | -    |
| Gemeenschappelijke Groepering Haaksbergen | -    | 2    | 2    | 3    | 4    | 3    | 1    | 1    | 1    | 1    | -    |
| Totaal                                    | 19   | 19   | 19   | 19   | 19   | 19   | 19   | 19   | 19   | 19   | 19   |

1. Dé Actieve Partij is ontstaan uit een afscheiding door twee leden van de fractie van Leefbaar Haaksbergen in februari 2017.
2. Groep DJW is ontstaan uit een afscheiding door drie leden van de fractie van DAP in april 2019.
3. Leefbaar Haaksbergen heeft in september 2018 de naam gewijzigd in Haaksbergen Centraal.
4. Nieuw Haaksbergen is ontstaan door het samengaan van twee leden van Haaksbergen Centraal en de twee overgebleven leden van Groep DJW (oktober 2020).

### Regerende coalities
- 1990-1994: CDA, PvdA
- 1994-1998: CDA, PvdA
- 1998-2002: CDA, VVD, GGH
- 2002-2006: CDA, PvdA, GGH
- 2006-2010: CDA, PvdA
- 2010-2014: CDA, VVD
- 2014-2018: Leefbaar Haaksbergen, PvdA, D66
- 2018-2022: CDA, VVD, PvdA, GGH
- 2022-heden: Nieuw Haaksbergen, CDA

### College van burgemeester en wethouders
Het college van burgemeester en wethouders is als volgt samengesteld:
Burgemeester: Gerard van den Hengel, (VVD)
Wethouders:
- Jan-Herman Scholten, CDA[5]
- Pieter van Zwanenburg, Nieuw Haaksbergen[6]
- Johan Niemans, partijloos[7]

## Infrastructuur

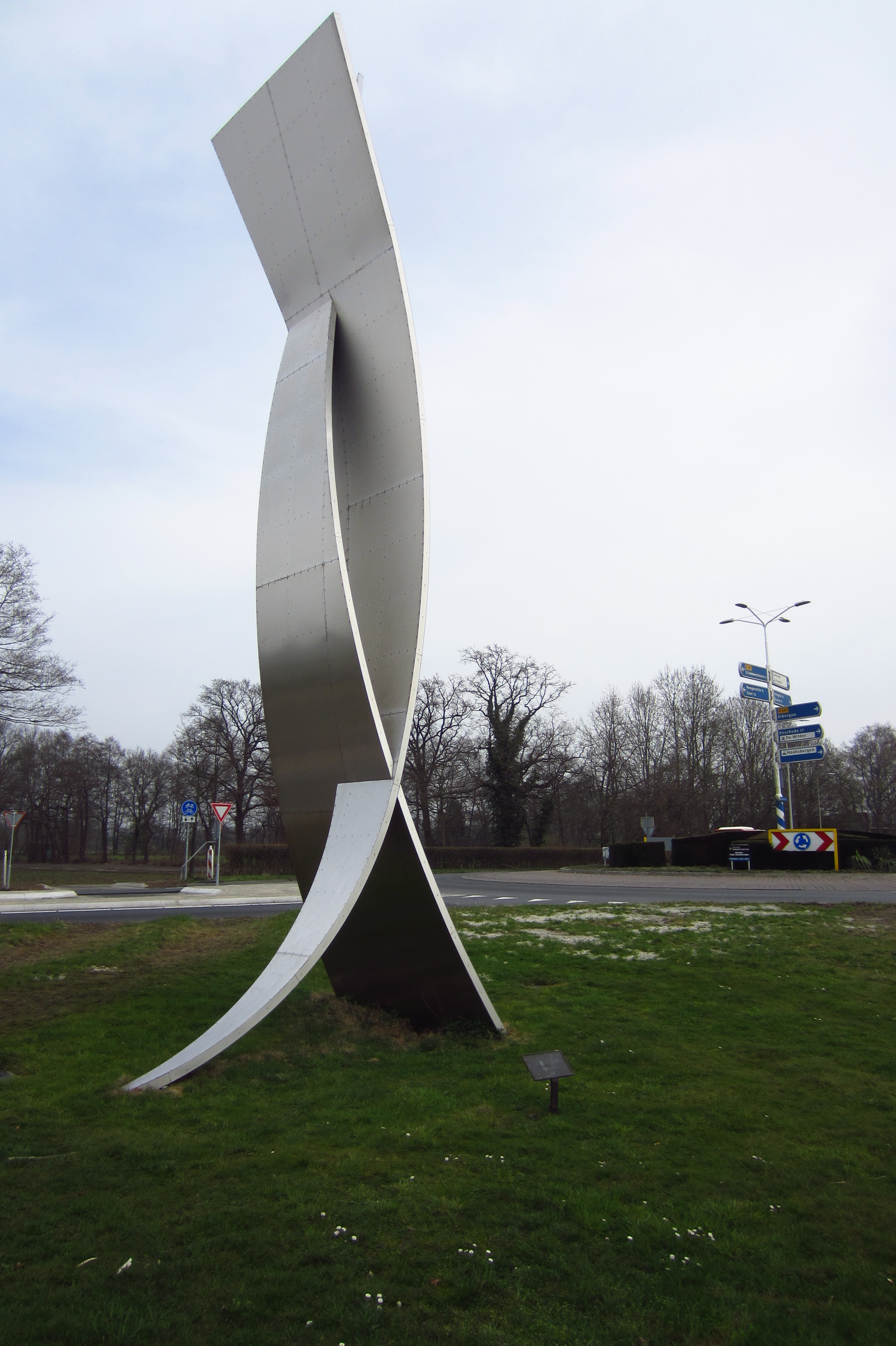
Spankracht (1995), kunstwerk van Hans Morselt bij de N347-rotonde

### Openbaar vervoer
Er zijn diverse directe busverbindingen van Arriva met onder meer Enschede, Goor, Hengelo, Borculo en Buurse.
In de zomermaanden rijdt er sinds de jaren 1970 voor de toeristen een historische stoomtrein over de Museum Buurtspoorweg (MBS) tussen Haaksbergen en Boekelo.

### Wegverkeer
De belangrijkste weg langs Haaksbergen is de N18. De N18 loopt van knooppunt Oud-Dijk langs Doetinchem, Lichtenvoorde en Eibergen richting Enschede. Sinds 2018 heeft de N18 een aansluiting op de A35. Verder kan men via de N347 van Haaksbergen richting Goor, Rijssen, Nijverdal en Ommen en via de N739 naar Hengelo. Veel verkeer maakt van de N739 gebruik om op de A35 te komen, omdat het sneller en korter is.

## Cultuur

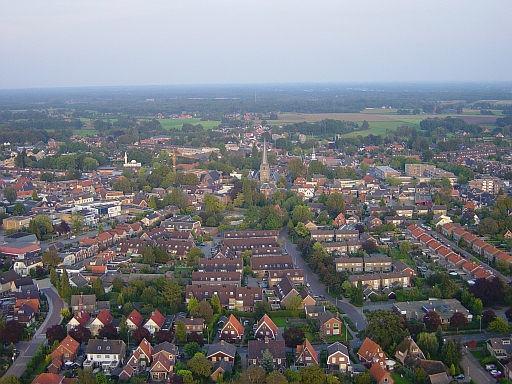
Het centrum van Haaksbergen met de Pancratiuskerk in het midden

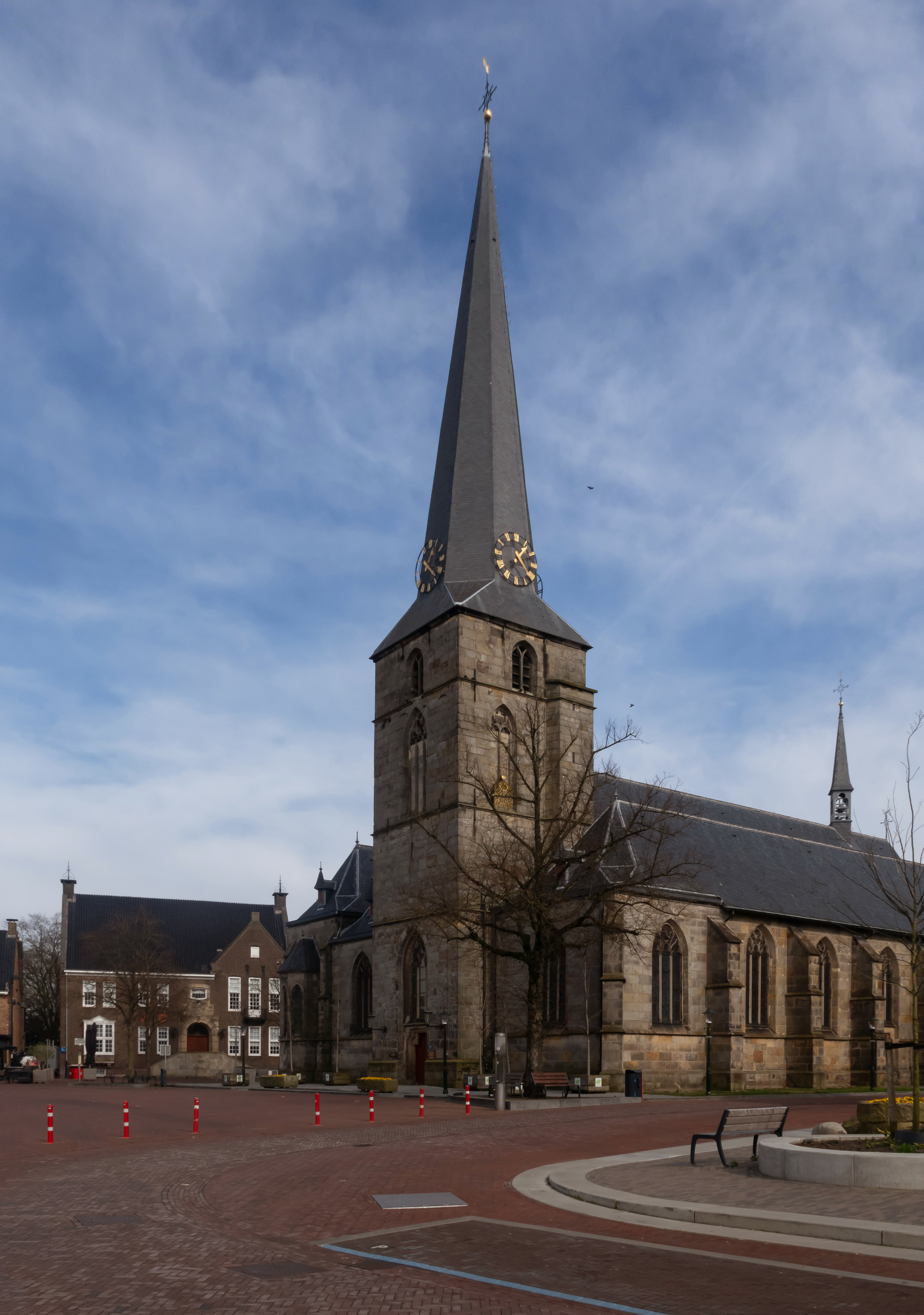
De Sint-Pancratiuskerk

### Bezienswaardigheden
- Korenmolen De Korenbloem
- Oostendorper watermolen
- Sint-Pancratiuskerk
- De synagoge van Haaksbergen
- Landgoed Het Lankheet

### Museum
- Museum Buurtspoorweg

### Monumenten
Negen werknemers van D. Jordaan & Zonen's Textielfabrieken werden tijdens de Tweede Wereldoorlog door de Duitsers gefusilleerd omdat zij aan een staking deelnamen. Een monument herdenkt hen.
In de gemeente zijn er een aantal rijksmonumenten, gemeentelijke monumenten en oorlogsmonumenten, zie:
- Lijst van rijksmonumenten in Haaksbergen (gemeente)
- Lijst van rijksmonumenten in Haaksbergen (plaats)
- Lijst van gemeentelijke monumenten in Haaksbergen
- Lijst van oorlogsmonumenten in Haaksbergen

### Evenementen

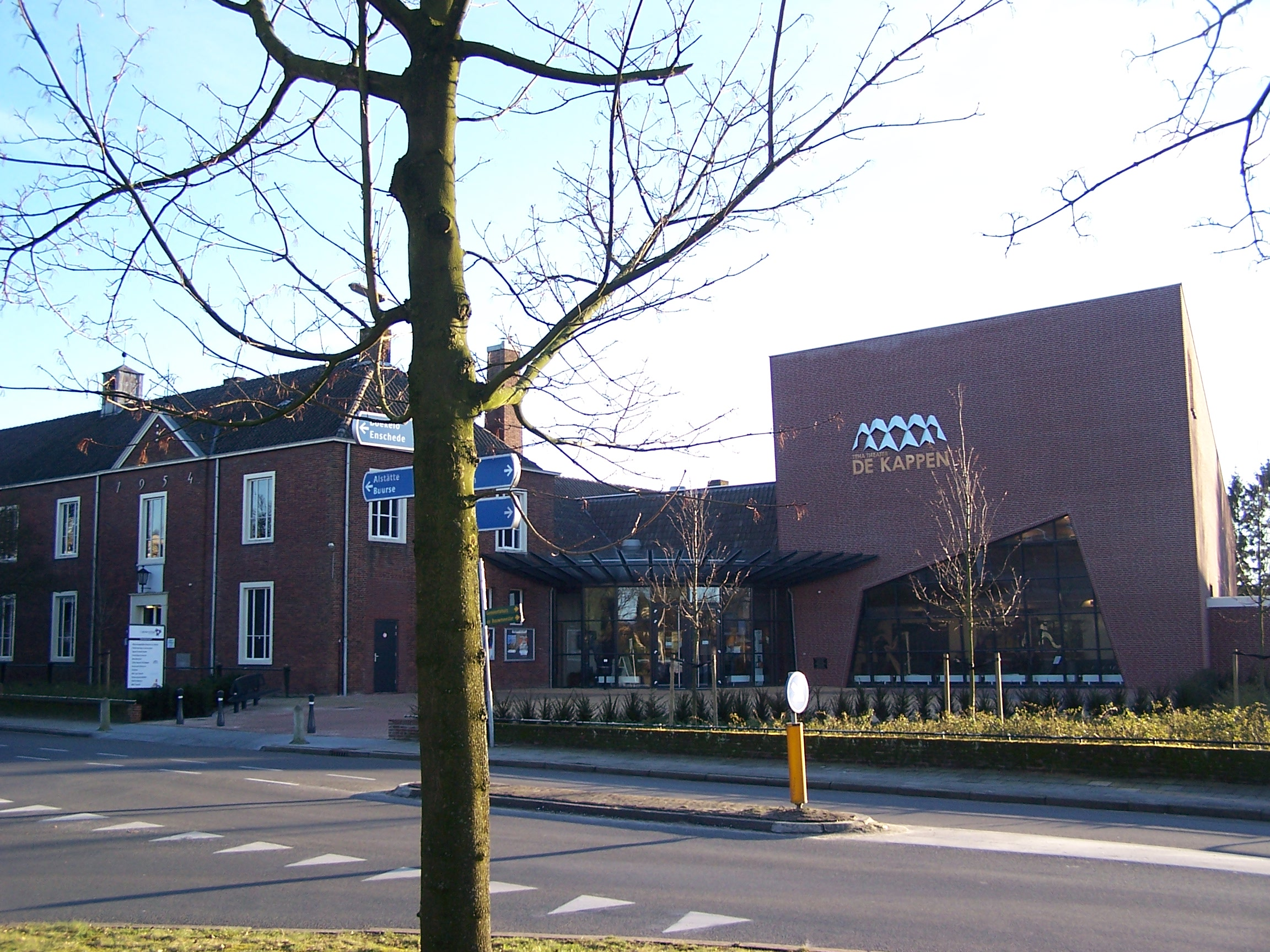
Theater De Kappen

- Op 25 augustus 1996 vond in Haaksbergen het Europees Schutterstreffen plaats, waarbij duizenden schutters van schuttersgilden uit heel Europa elkaar ontmoetten.
- Meestal het eerste weekend van september jaarlijkse Schuttersfeesten.
- In januari 2007 debuteerde Haaksbergen met de eerste Nederlandse marathonschaatswedstrijd van het schaatsseizoen op natuurijs. In december 2007, 2008, 2009, 19 januari 2016, 28 februari 2018 en 21 januari 2019 had Haaksbergen eveneens deze marathonprimeur.
- In maart 2024 vond de eerste editie[8] van de Nightrun Haaksbergen plaats,[9] een hardloopevenement door de bedrijven in het centrum van Haaksbergen en de aanliggende industrieterreinen 't Varck en Brammelo, georganiseerd door de Ronde Tafel Haaksbergen. Tijdens de eerste editie deden er 500 deelnemers mee, de tweede editie in 2025 telde 750 deelnemers. In 2024 werd zesduizend euro gedoneerd aan de Vereniging Aangepast Sporten Haaksbergen (VASH) en in 2025 tienduizend euro voor de aanschaf van een duofiets voor de stichting Fietsmaatjes Haaksbergen.

### Sport
Haaksbergen kent drie voetbalclubs: SV Bon Boys, HSC '21 en VV Haaksbergen. Op het sportpark Scholtenhagen zijn er veel sportclubs bijvoorbeeld hockeyclub Haackey, Atletiekvereniging Haaksbergen en volleybalclub Havoc. Schaakvereniging Haaksbergen Eibergen Combinatie is een fusieclub die ontstaan is uit SV Haaksbergen en SV Eibergen.

### Media
De gemeente Haaksbergen heeft een eigen lokale omroep genaamd RTV Sternet. Lokale kranten zijn vertegenwoordigd door de wekelijkse Rond Haaksbergen en Hart van Haaksbergen. De redactie Haaksbergen van De Twentsche Courant Tubantia is gevestigd in Enschede.

### Partnerstad
- Ahaus (Duitsland)

## Bekende inwoners

### Geboren
- Thomas Berge (1990), pseudoniem van Chiel Ottink, zanger
- José Bloemer (1961), hoogleraar bedrijfskunde
- Leonie ter Braak (1980), actrice en presentatrice
- Han ten Broeke (1969), politicus
- Angelien Eijsink (1960), politica
- Marc Oortman (1967), priester
- Arthur Geesing (1968), acteur
- Erik ten Hag (1970), voetbaltrainer
- Mozes de Jong (1873-1953), politicus
- Han Jordaan (1918-1945), verzetsstrijder
- Tess Kleinsman (2001), voetbalster
- Niki Leferink (1976), voetballer
- Barry Paf (1979), radio-dj
- Bram Tankink (1978), ex-wielrenner
- Paul Ulenbelt (1952-2025), politicus